# Kaptol
Kaptol es un municipio de Croacia en el condado de Požega-Eslavonia.

## Geografía
Se encuentra a una altitud de 235 m s. n. m. a 186 km de la capital nacional, Zagreb.

## Demografía
En el censo 2011 el total de población del municipio fue de 3 472 habitantes, distribuidos en las siguientes localidades:
- Alilovci -  410
- Bešinci - 88
- Češljakovci - 268
- Doljanovci -  244
- Golo Brdo -  325
- Kaptol - 1 409
- Komarovci -  177
- Novi Bešinci -  83
- Podgorje -  253
- Ramanovci - 215

| Gráfica de población de Kaptol 1857-2011                            |
|                                                                     |
| Según los censos de población de la oficina estadística de Croacia. |